# Omar De Marchi
Omar Bruno De Marchi (Luján de Cuyo, Mendoza; 28 de mayo de 1966) es un abogado y político argentino. Fue vicepresidente primero de la Cámara de Diputados desde 2020 hasta 2023, durante el tiempo que duró su gestión como diputado por la provincia de Mendoza. Previamente fue diputado nacional en el período 2005-2013 e intendente de Luján de Cuyo en los períodos 1999-2005 y 2015-2019.

## Biografía
Nació el 28 de mayo de 1966, en la ciudad argentina de Luján de Cuyo.
Estudió Derecho en la Universidad Nacional de Córdoba. casado con María Fernanda Manitta, tiene dos hijos.

## Carrera política
En el comienzo de su carrera, obtuvo una banca como concejal del departamento de Luján de Cuyo (1993-1997). Luego, fue elegido Intendente de la Municipalidad de Luján de Cuyo en dos períodos consecutivos (1999-2003 y 2003-2005). 
En el año 2005 llegó a la Cámara de Diputados de la Nación, en un cargo que ocuparía hasta 2013. En las Elecciones provinciales de Mendoza de 2007 se presentó como candidato a gobernador acompañado por Juan Carlos Aguinaga cómo su candidato a vicegobernador, lograron el 11,31% (93.209 votos).
En el periodo desde 2015 al 2019 fue elegido nuevamente Intendente de la Municipalidad de Luján de Cuyo.
En las elecciones legislativas de Argentina de 2019 entró al Congreso como Diputado Nacional por la Provincia de Mendoza. En 2018 fue denunciado judicialmente ante el Tribunal de Cuentas y la Oficina de Ética Pública por  irregularidades en la compra de combustibles y por hacer negocios personales con dinero del municipio, para favorecer a una empresa de su familia en la compra de combustibles para vehículos oficiales.A raíz de ello  Oficina de Ética Pública de Mendoza indicando que "la empresa aludida está compuesta en su dirección por familiares políticos del actual intendente de la comuna lujanina, Omar de Marchi, empresa que provee de combustible a los vehículos oficiales de todo el departamentoTambién se denuncio el uso de recursos públicos con fines proselitistas por parte de De Marchi. También se denuncio que mientras Omar De Marchi  aspiraba a una banca en la Cámara de Diputados de la Nación trabajadores de la Municipalidad de Luján fueron llamados para trabajar en la campaña, con la promesa de retribuirles el favor como horas extras -con un 30% de recargo- en el bono de sueldo, también fue criticado por la utilización de maquinaria oficial y personal para colgar carteles electorales del frente Cambia Mendoza, situación que comprometía a su correligionario radical el intendente Marcelino Iglesias.
En las Elecciones provinciales de Mendoza de 2023 se volvió a presentar como candidato a gobernador acompañado por Daniel Orozco, De Marchi se había alejado del PRO para poderse presentar por fuera del Frente Cambia Mendoza en una coalición que formó llamada La Unión Mendocina tras negarse a ir a una primaria contra Alfredo Cornejo. De Marchi logro el 29,67%(275.980 votos) saliendo segundo contra el nuevamente gobernador Cornejo.
El 28 de diciembre de 2023, el presidente Javier Milei lo nombró Secretarío de Relaciones Parlamentarias y con la Sociedad Civil, secretaría dependiente de la Jefatura de Gabinete.

## Posiciones ideológicas

### Aborto
De Marchi es provida. Siendo diputado, votó en contra del proyecto de legalización del aborto.

## Historial electoral
|  | 15,66 % |

|  | 11,31 % |

|  | 14,36 % |

|  | 17,64 % |

|  | 28,18 % |

|  | 23,19 % |

|  | 54,17 % |

|  | 42,02 % |

|  | 52,45 % |

|  | 11,96 % |

|  | 23,32 % |

|  | 29,67 % |